# Giftstachel (Skorpione)

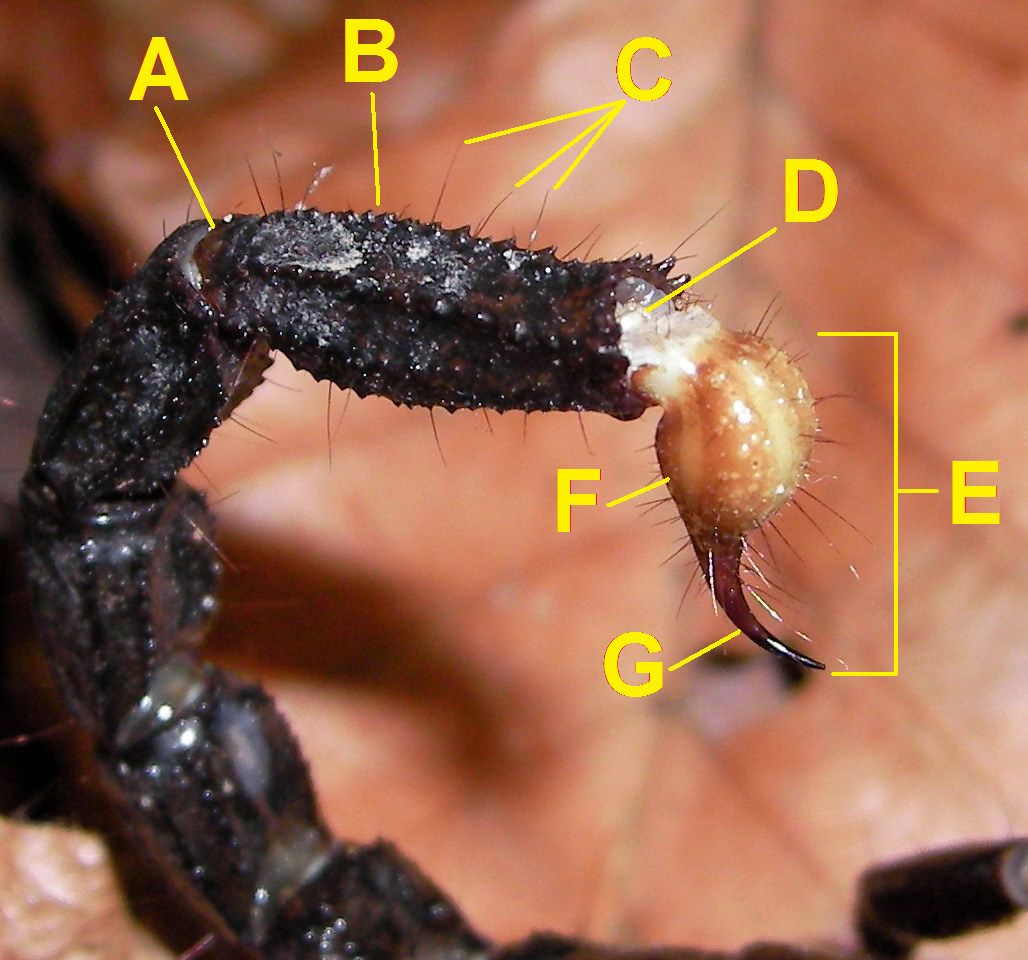
Metasoma eines Kaiserskorpions mit der Membran zwischen dem 4. und 5. Segment (A), 5. Segment (B), Setae (C), Anus (D), Telson (E), Giftblase (F) und Giftstachel (G)

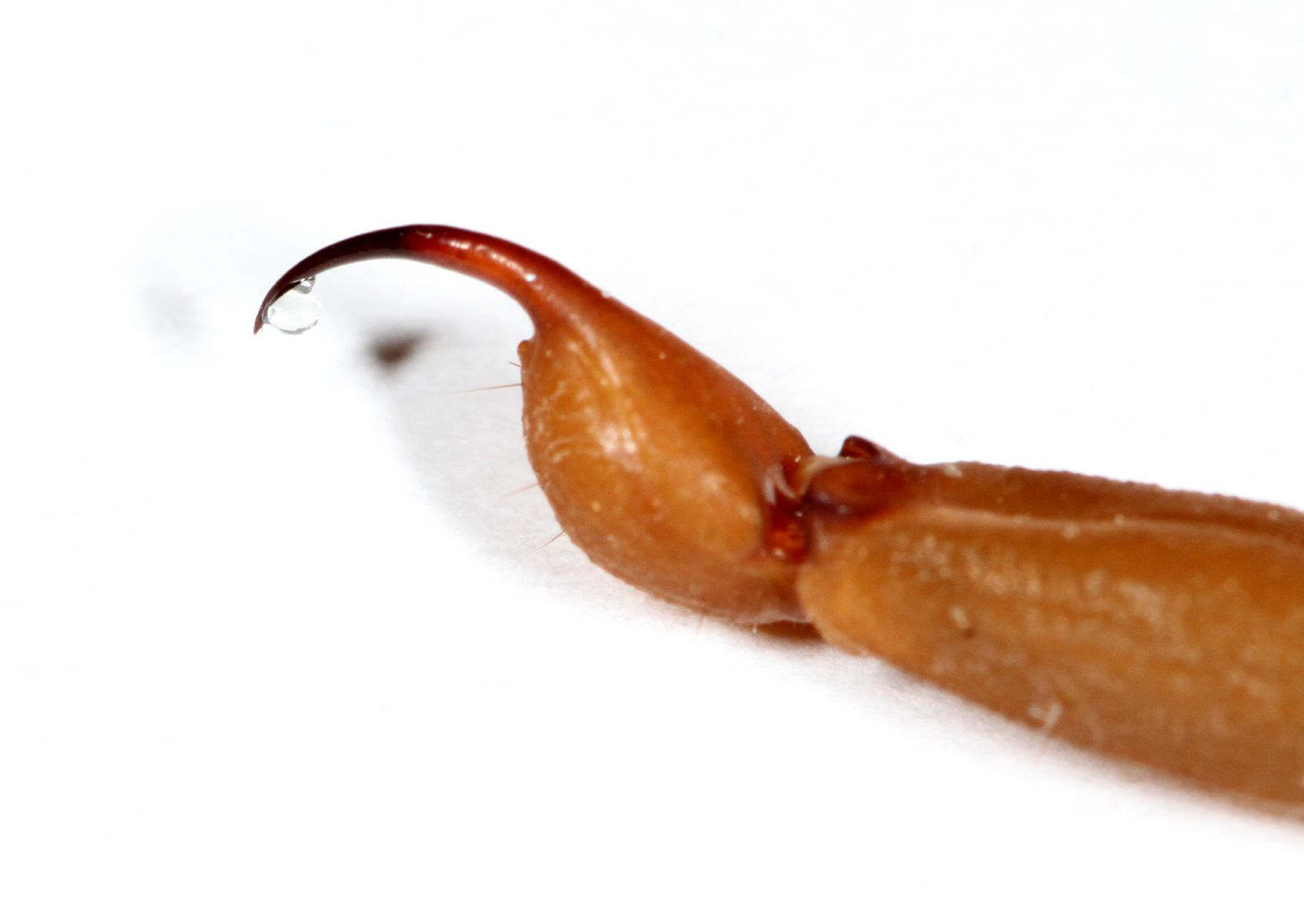
Letztes Segment des Metasomas, Giftblase mit subakulearem Tuberkel und Giftstachel mit Gifttropfen

Der Giftstachel (auch Aculeus, lateinisch aculeus ‚Stachel‘, Plural: Aculei) der Skorpione befindet sich am letzten Körperabschnitt und bildet dort zusammen mit der Giftblase das Telson. Das Telson und das Kammorgan sind die augenfälligsten Unterscheidungsmerkmale der Skorpione gegenüber allen anderen Kieferklauenträgern. Der Giftstachel ist bei manchen Taxa ein wichtiges Bestimmungsmerkmal.

## Bau

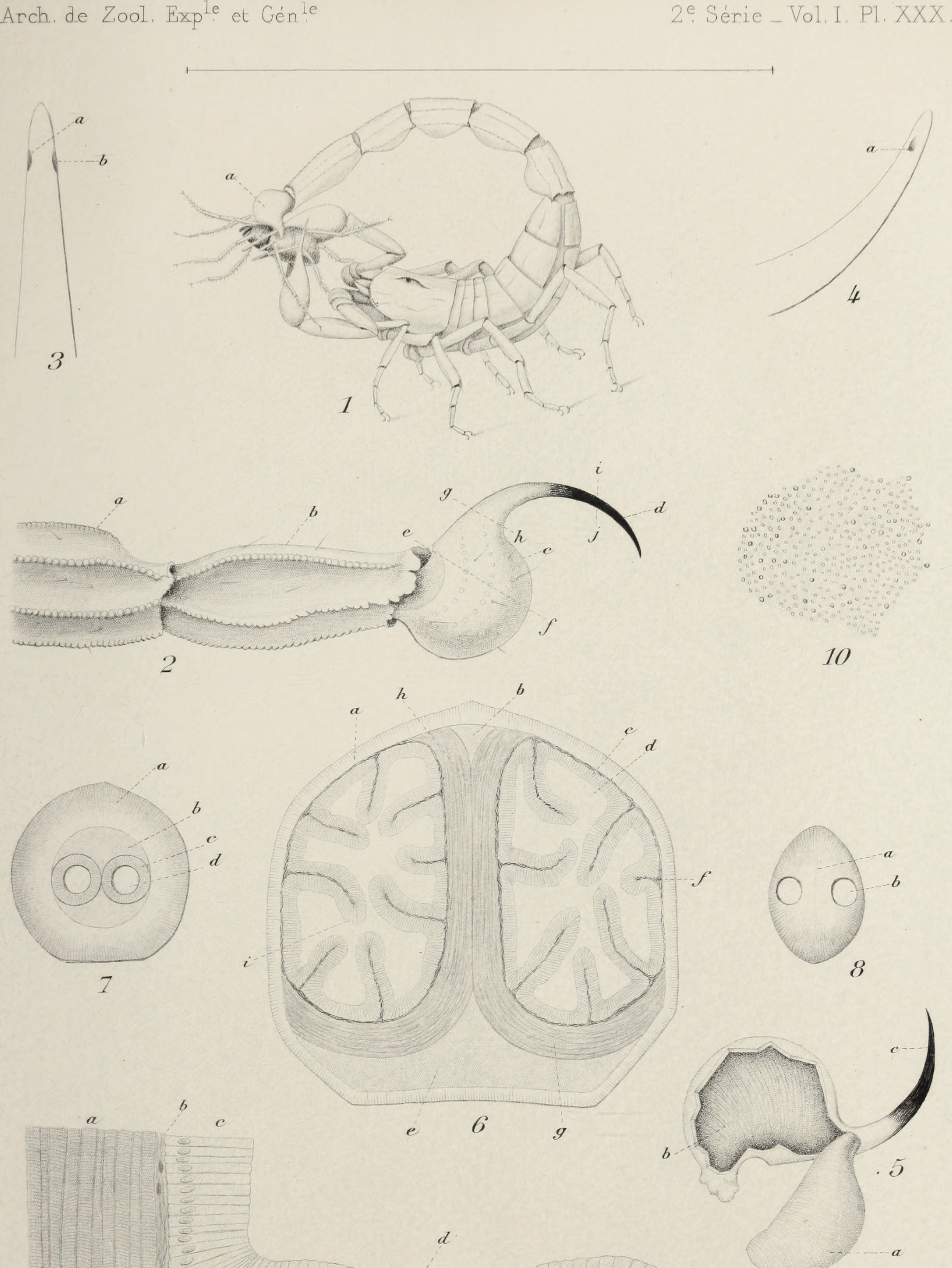
Historische Darstellung der Anatomie der Skorpione: Giftstachel von oben (3) und von der Seite (4), jeweils mit markierten Austrittsöffnungen (a, b); Querschnitte des Giftstachels an der Basis (7) und fast an der Spitze (8).

Der Giftstachel ist der äußerste Fortsatz des Metasomas der Skorpione. Er wird von der Giftblase an der Stelle abgegrenzt, an der sich das  subakuleare Tuberkel, ein kleiner Knoten oder Sporn am Ende der Giftblase, befindet. Die Färbung, insbesondere eine abweichend von der Lage des subakeluaren Tuberkels vorhandene scharfe Abgrenzung zwischen dem hellen Ansatz und der dunklen Spitze des Aculeus, ist für die Abgrenzung und für die Längenbestimmung bedeutungslos.
Der Giftstachel ist ein Teil des Exoskeletts. In seinem Inneren verlaufen zwei Kanäle von den beiden Giftdrüsen in der Giftblase bis zu zwei seitlich fast an der Spitze des Giftstachels gelegenen tropfenförmigen Austrittsöffnungen von nur wenigen Hundertstel Millimetern Länge. Die Kanäle erscheinen unter Vergrößerung bei einem gebleichten Giftstachel als von dünnen Häuten umgebene Röhren. Bei einem Stich kontrahiert ein Muskel zwischen den Giftdrüsen, und das Skorpiongift wird durch die Kanäle von den Giftdrüsen bis zur Spitze des Giftstachels geleitet und herausgedrückt. Die Form der Austrittsöffnungen und ihre seitliche Lage bewirken, dass sie beim Stich nicht durch das Körpergewebe des Gegners verstopft werden können. Außerdem wird beim Herausziehen des Giftstachels aus einer Wunde das Gift nicht mit heraustransportiert.
Der Giftstachel wurde lange Zeit einzig in seiner Funktion als Instrument zur Injektion von Gift gesehen. Tatsächlich ist er ein hochentwickeltes Organ, mit unterschiedlichen sensorischen Fähigkeiten. Die zahlreichen langen Sinneshaare auf den Giftblasen der meisten Skorpione und auf der Basis der Giftstachel fehlen an deren Ende. Stattdessen sind an den Enden der Giftstachel kleine becherartige Vertiefungen vorhanden, in denen sich kurze, keulenförmige Sinneshaare befinden. Die Funktion ist noch nicht mit Sicherheit geklärt, wahrscheinlich befinden sich an den Basen dieser Sinneshaare Chemorezeptoren. Durch die versenkte Unterbringung wird gewährleistet, dass der Giftstachel einerseits mit geringem Widerstand in den Körper eines Gegners eindringen kann, andererseits aber eine sensorische Wahrnehmung möglich ist. Darüber hinaus befinden sich auf dem Giftstachel Spaltsinnesorgane, zahlreiche Poren, deren Bedeutung ungeklärt ist, und Hautdrüsen.
Das Exoskelett der Skorpione fluoresziert unter Ultraviolettstrahlung. Ausgenommen ist der distale Teil des Giftstachels. Eine Erklärung dafür konnte bislang nicht gefunden werden. In diesem Bereich wurde jedoch eine stark erhöhte Konzentration von Zink, Mangan und Eisen nachgewiesen. Solche Einlagerungen finden sich auch in den Cheliceren und den Klauen der Tarsen. An den Mandibeln von Ameisen konnte festgestellt werden, dass derartige Einlagerungen die Härte der Mandibeln auf das Dreifache steigern. Möglicherweise führen die metallischen Einlagerungen in den Giftstacheln zu einem verminderten Verschleiß und stellen einen Schutz gegen das Abbrechen dar.

## Verwendung
Der Giftstachel ist gleichermaßen ein Instrument zum Beutefang, als auch eine Verteidigungswaffe gegen Prädatoren. Bei den etwa 2.000 Arten der Skorpione gibt es jedoch deutliche Unterschiede in der Häufigkeit seines Einsatzes. Es gibt Arten, die so gut wie niemals von dem Giftstachel Gebrauch machen, während andere auch kleine Beutetiere vorrangig mit einem Stich töten. Grundsätzlich wird davon ausgegangen, dass Skorpione mit relativ großen, kräftigen Chelae diese vorrangig zur Jagd und zur Verteidigung einsetzen. Skorpione mit schwach ausgebildeten Chelae setzen eher den Giftstachel ein und verfügen über ein stärkeres Gift.
Bei der Paarung der Skorpione kommt bei vielen Arten zu einem Stich des männlichen Skorpions in das Weibchen. Das Verhalten tritt besonders häufig bei Arten der Familie Chactidae auf, ist aber nicht auf sie beschränkt. Der Stich wird meistens zu Beginn des „Hochzeitstanzes“, gelegentlich auch zu einem späteren Zeitpunkt, in eine Membran gesetzt, die an die Tibia einer Pedipalpe angrenzt. Der Stachel verbleibt anschließend von drei Minuten bis zu mehr als 20 Minuten im Körper des Weibchens. Es ist ungeklärt, ob dabei auch Gift abgesetzt wird. Sollte das der Fall sein, so wird die Funktion in der Beruhigung des Weibchens liegen. Weitere Erklärungsversuche geben die Möglichkeit an, dass bei dem Stich des Männchens andere chemische Substanzen als Skorpiongift über die auf dem Giftstachel vorhandenen Hautdrüsen abgesetzt werden. Bezüglich der Hautdrüsen auf den Giftstacheln weiblicher Skorpione wurde darüber spekuliert, dass sie möglicherweise Pheromone abgeben.
Einige Arten der Gattungen Androctonus und Parabuthus erzeugen Geräusche, indem sie mit dem Giftstachel auf der Oberfläche des Mesosomas oder des Metasomas kratzen. Die Stridulation, für die andere Arten der Skorpione unterschiedliche Mechanismen entwickelt haben, dient wahrscheinlich der Abschreckung von Fressfeinden.

## Evolution

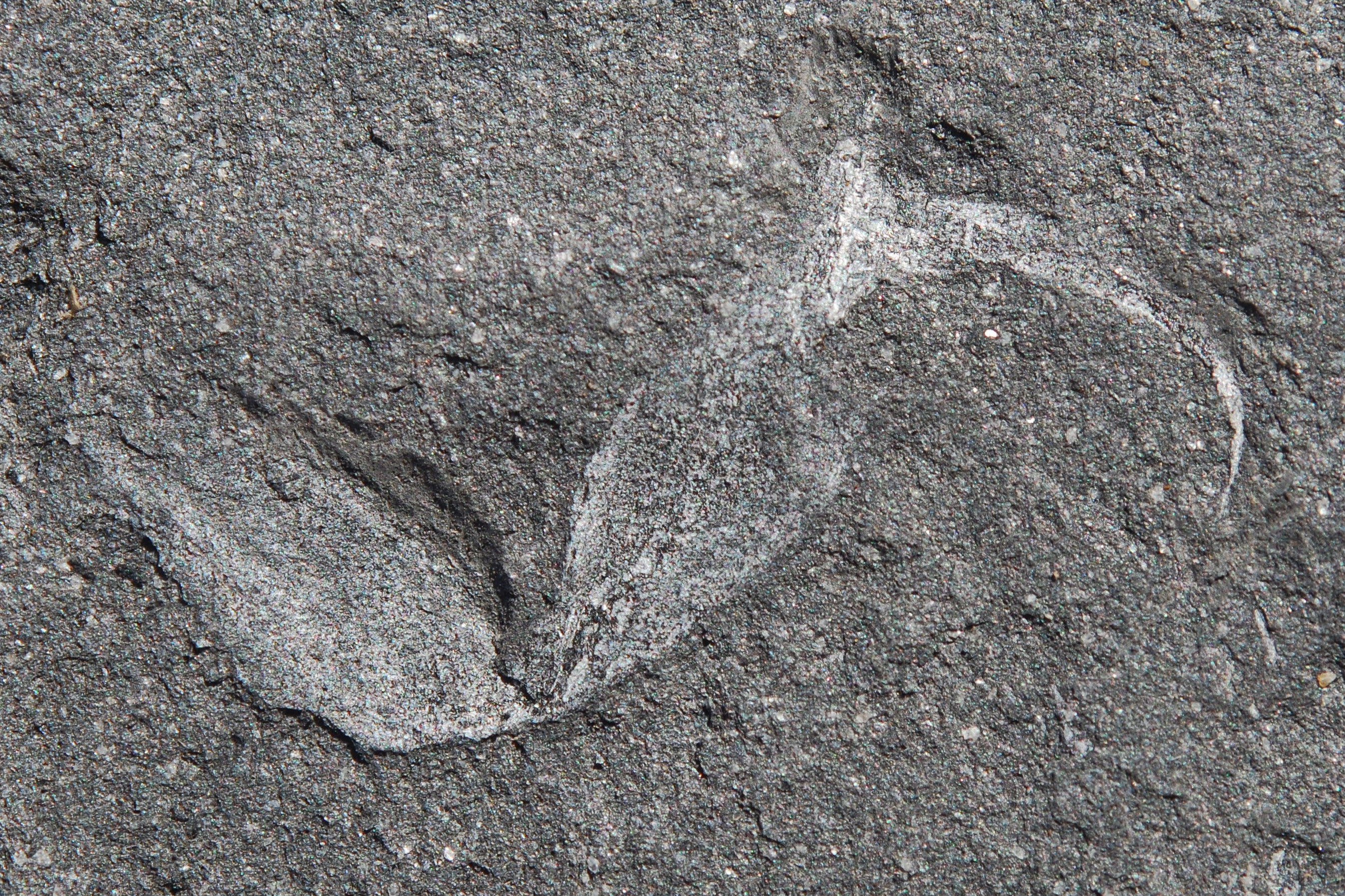
Letztes Segment des Metasomas, Giftblase und Giftstachel von Gondwanascorpio emzantsiensis

Skorpione haben mit den Pseudoskorpionen die stark vergrößerten Pedipalpen mit den Chelae an den Enden gemeinsam. Das wird jedoch als eine Folge konvergenter Evolution gesehen. Von allen rezenten Ordnungen der Spinnentiere unterscheiden die Skorpione sich durch das Telson mit seinen beiden Giftdrüsen in der Giftblase und dem Giftstachel als Ausgang sowie durch ihre Kammorgane. Entsprechend werden die Skorpione einer Klade aus allen anderen Spinnentieren als Schwestergruppe beigestellt.
Die Giftstachel der Skorpione und anderer Tiergruppen sind nicht homolog.